# Десмоколініт

Колодетриніт.JPG

Десмоколініт (рос. десмоколлинит, англ. desmocollinite, нім. Desmokollinit m) –
тонка суміш тонкозернистого гелоколініту і частинок детритовітриніту.